# Acanthocereus macdougallii
Acanthocereus macdougallii es una especie de planta suculenta perteneciente al género Acanthocereus, dentro de la familia Cactaceae. Es endémica de México y anteriormente se le conocía como Peniocereus macdougallii.

## Descripción
Acanthocereus macdougallii es una especie de cactus trepador o rastrero que crece como un arbusto con brotes que se ramifican de forma incontrolada sobre la superficie del suelo y alcanza una altura de 2,4 a 3 metros. Presenta largas raíces tuberosas de color marrón y los tallos jóvenes son cilíndricos. En cambio, los tallos más viejos son marrones, triangulares y tienen un diámetro de hasta 6,5 centímetros. 
Los tallos capaces de florecer son de color verde oscuro con un tinte violeta, triangulares y de hasta 130 cm de largo. Suelen tener tres costillas onduladas. Las espinas varían en apariencia, son de color gris con una punta más oscura, de forma cónica a aguja y de 1,5 a 20 milímetros de largo.
Las flores son de color blanco verdoso, ligeramente fragantes, que se abren por la noche. Miden de 8,5 a 9 cm de largo y un diámetro de 5,5 cm. El pericarpelo es tuberoso y está cubierto de lana pardusca y espinas en forma de cerdas. Los frutos tienen forma de pera y son de color rojo escarlata.

## Distribución y hábitat
El área de distribución nativa de esta especie es México (Oaxaca, Chiapas) y crece principalmente en el bioma tropical estacionalmente seco.

## Taxonomía
La primera descripción de esta especie fue como Peniocereus macdougallii, publicada en 1947 por el botánico estadounidense Ladislaus Cutak en la revista científica Cactus and Succulent Journal (Los Ángeles) 19: 87.
Más tarde, el botánico francés Joël Lodé trasladó la especie al género Acanthocereus, por lo que pasó a llamarse Acanthocereus macdougallii. Registró estos cambios en la revista científica Cactus-Aventures International 98 (Suppl.): 2, publicada en 2013.
Etimología
- Acanthocereus: nombre genérico que deriva de las palabras griegas akantha (que significa 'espinoso') y cereus (que significa 'vela', 'cirio'), haciendo referencia a su forma columnar espinosa.[4]
- macdougallii: epíteto que honra al botánico británico Thomas Baillie MacDougall (1895-1973), muy especializado en plantas de las familias de las cactáceas y crasuláceas.[5]

## Estado de conservación
En la Lista Roja de Especies Amenazadas de la UICN, la especie está clasificada como "En Peligro (EN)".

## Usos
Se cultiva principalmente como planta ornamental y su propagación se realiza normalmente a través de semillas o esquejes.